# Kate Ryan
Kate Ryan, egentligen Katrien Verbeeck, född 22 juli 1980 i Tessenderlo i Limburg (Flandern), är en belgisk sångerska och låtskrivare.

## Karriär
Kate Ryan gjorde debut år 2002 med covers på Mylène Farmers låtar Désenchantée och Libertine. Hennes version av Désenchantée sålde guld i Tyskland och en rad andra europeiska länder; i Sverige låg den som bäst nummer fyra på singellistan.
År 2006 deltog Kate Ryan i Eurovision Song Contest för Belgien med bidraget Je t'adore som skrivits och komponerats av Ryan själv, brittiskan Lisa Greene och två svenskar. Då Belgien placerades bland de sista bidragen i Eurovision Song Contest 2005 tvingades Ryan och Belgien kvala till finalen 2006. Trots att hon var en av storfavoriterna fick hon inte tillräckligt med röster för att ta sig vidare.
År 2007 fick Kate Ryan en hit med Desireless tidigare låt Voyage, voyage. Den släpptes som hennes första singel från det kommande albumet Free.
I april 2008 släppte hon ännu en cover, låten Ella, elle l'a, ursprungligen inspelad och framförd av France Gall.

## Diskografi

### Studioalbum
- 2002 - Different
- 2004 - Stronger
- 2006 - Alive
- 2008 - Free
- 2012 - Electroshock

### Samlingsalbum
- 2008 - Essential
- 2009 - French Connection

### Singlar
| År   | Titel                        | Album             |
| ---- | ---------------------------- | ----------------- |
| 2001 | „Scream for More”            | Different         |
| 2001 | „UR (My Love)”               | Different         |
| 2002 | „Désenchantée”               | Different         |
| 2002 | „Mon cœur résiste encore”    | Different         |
| 2002 | „Libertine”                  | Different         |
| 2003 | „Only If I”                  | Stronger          |
| 2004 | „La Promesse”                | Stronger          |
| 2004 | „Goodbye”                    | Stronger          |
| 2006 | „Je t'adore”                 | Alive             |
| 2006 | „Alive”                      | Alive             |
| 2006 | „All for You”                | Alive             |
| 2007 | „Voyage Voyage”              | Free              |
| 2008 | „L.I.L.Y. (Like I Love You)” | Free              |
| 2008 | „Ella, elle l'a”             | Free              |
| 2008 | „I Surrender”                | Free              |
| 2009 | „Your Eyes”                  | Free              |
| 2009 | „Babacar”                    | French Connection |
| 2009 | „Évidemment”                 | French Connection |
| 2011 | „Lovelife”                   | Electroshock      |
| 2011 | „Broken”                     | Electroshock      |
| 2012 | „Robots”                     | Electroshock      |
| 2013 | „Light in the Dark”          | –                 |
| 2013 | „Heart Flow”                 | –                 |

### Andra singlar
| År   | Titel                                                                                 | Album                           |
| ---- | ------------------------------------------------------------------------------------- | ------------------------------- |
| 2002 | „Oh Baby I...” (Esther Sels, Kate Ryan, Linda Mertens, Maaike Moens i Pascale Feront) | Donnamour 9                     |
| 2007 | „Spoiled” (Regi feat. Kate Ryan)                                                      | Registrated                     |
| 2008 | „Caminaré” (Soraya Arnelas feat. Kate Ryan)                                           | Sin Miedo                       |
| 2012 | „Little Braveheart” (Charlotte Perrelli feat. Kate Ryan)                              | The Girl                        |
| 2012 | „The Next Road” (DJ Nano feat. Kate Ryan i D-MOL)                                     |                                 |
| 2013 | „Karma” (Robert Abigail i Kate Ryan)                                                  |                                 |
| 2013 | „Sé que tu lluitaràs”                                                                 | El disc de la Marató 2013 (TV3) |